# Штубендорф, Алексей Оттович
Алексей Оттович фон Штубендорф (19.04.1877 — 04.03.1959, г. Фюссен) — участник русско-японской войны 1904—1905 гг., Первой мировой войны 1914—1918, командир Полоцкого 28 пехотного полка.

## Биография
Православный. Сын генерала от инфантерии (1903), начальника Военно-Топографического отдела, члена Военного Совета, почетного члена Петербургской Академии Наук Отто Эдуардовича Штубендорфа (25.01.1837-10.07.1918).
В 1896 окончил по 1-му разряду Пажеский корпус.
01.09.1896 — вступил в службу подпоручиком в Лейб-гвардии Егерский полк.
Поручик гвардии (старшинство с 12.08.1900).
В 1904 окончил по 1-му разряду Николаевскую академию Генерального штаба.
Штабс-капитан гвардии (ст. 31.05.1904) с переименованием в капитаны Генерального Штаба.
02.06.1905 — переведен в Генеральный штаб.
02.06.1905 — 21.04.1906 — обер-офицер для особых поручений при штабе 9-го армейского корпуса.
02.03.1906- 28.04.1907 — цензовое командование ротой в Лейб-гвардии Егерском полку.
28.04.1907 — 08.03.1908 — старший адъютант штаба 32-й пехотной дивизии.
08.03.1908 — 06.12.1911 — помощник старшего адъютанта штаба Киевского военного округа.
Подполковник (старшинство с 29.03.1909).
06.12.1911 — 15.01.1913 — штаб-офицер для поручений при штабе 3-го Кавказского армейского корпуса.
15.01.1913 — и.д. начальника штаба 6-й пехотной дивизии (утвержден 23.01.1904).

## Первая мировая война
Участник похода в Восточную Пруссию в августе 1914. Выбрался со штабом 6-й пехотной дивизии из окружения главных сил 2-й российской императорской армии в Комуссинском лесу.
21.08.1915 — 01.11.1916 — командир Полоцкого 28 пехотного полка. Отличился при проведении Нарочской операции в марте 1916 г.
01.11.1916 — начальник штаба 79-й пехотной дивизии.
На 03.01.1917 — в чине полковника (старшинство установлено с 25.03.1910).
Генерал-майор (приказ 02.04.1917, старшинство с 02.04.1917 «за отличие»).
27.07.-09.09.1917 — начальник штаба 39-го армейского корпуса (по списку ГШ на 01.03.1918 — с 01.12.1917).

## Гражданская война и эмиграция
Добровольно вступил в РККА. Включен в списки Генштаба РККА от 15.07.1919 и от 07.08.1920.
В 1922 эмигрировал в Эстонию. Состоял в Объединении лейб-гвардии Егерского полка в Эстонии (после смерти в 1935 А. К. Баиова — его председатель). Состоял в руководстве эстонского отдела РОВСа. Член суда чести при Обществе помощи бывшим русским военнослужащим в Эстонии. Председатель ревизионной комиссии Комитета «Дня русского инвалида». Возглавлял эстонское отделение Союза пажей. В 1930-е был секретарем Общества помощи больным эмигрантам.
Автор брошюры «Памяти генерал-лейтенанта Алексея Константиновича Баиова». В 1939 член комитета по изданию труда С. С. Ольденбурга «Царствование императора Николая II».
22.07.1940 — арестован органами НКВД.
По требованию немецких властей (ходатайство невестки), освобожден. 23.03.1941 уехал в Германию.

## Награды
- Орден Святого Станислава 3-й ст. (1907);
- Орден Святой Анны 3-й ст. (06.12.1909);
- Орден Святого Владимира 4-й ст. с мечами и бантом (Высочайший приказ 11.06.1915);
- Орден Святой Анны 2-й ст. (Высочайший приказ 26.08.1915);
- Орден Святого Владимира 3-й ст. с мечами (Высочайший приказ 25.12.1915);
- Высочайшее благоволение за боевые отличия (Высочайший приказ 12.09.1916);
- Пожалование старшинства в чине полковника с 25.03.1910 (Высочайший приказ 23.01.1917);
- Георгиевское оружие (ПАФ от 09.06.1917 г.): «За то, что будучи командиром 28-го пехотного Полоцкого полка, в чине полковника, в ночь с 7 на 8 Мар. 1916 г., под убийственным ружейным, пулеметным и артиллерийским огнем атаковал укрепленную позицию немцев у д. Занорочь, обходя ее по льду озера Нарочь. Когда увидел колебание противника, правильно оценил обстановку, стремительно бросил в атаку остальные два батальона своего полка, прорвал три линии проволочных заграждений, занял окопы у д. Занорочь и не останавливаясь здесь, на плечах отступавшего противника прошел вторую линию окопов у д. Близники, где и закрепился, захватив два действующих пулемета, 87 пленных, 200 винтовок и много снаряжения».